# SynergySP
SynergySP (jap. 有限会社シナジーエスピー Yūgen-gaisha SynergySP) – japońskie studio produkujące seriale anime. Zostało założone w 1998 roku.

## Produkcje

### Seriale telewizyjne (wybór)
- MÄR
- Kirarin Revolution
- Zettai Karen Children
- Gokujō!! Mecha Mote Iinchō
- Cross Game
- Metal Fight Beyblade
- Metal Fight Beyblade Explosion
- Scan2Go
- Metal Fight Beyblade 4D
- Chibi Devi!
- Beast Saga
- Taishō otome otogibanashi